# Nilze Carvalho
Albenise de Carvalho Ricardo, conhecida como Nilze Carvalho, (Nova Iguaçu, 28 de julho de 1969) é uma cantora, compositora e bandolinista brasileira de choro que iniciou a carreira ainda na infância.

## Biografia artistica
Ao ser flagrada pelo irmão mais velho tocando "Acorda Maria Bonita" no cavaquinho, Nilze, então com 5 anos, começou ser incentivada a se dedicar à música. Aos 6, já se apresentava em público, na Rádio Solimões, na extinta TV Rio com João Roberto Kelly e no Fantástico, da TV Globo. Gravou seu primeiro disco, "Choro de Menina", em 1981, com apenas 12 anos de idade. Até os 14 anos, gravou, como bandolinista, a série de LPs “Choro de Menina” em quatro volumes, sendo o primeiro e o quarto acompanhada pelo conjunto Época de Ouro, fundado por Jacob do Bandolim.
Foi incentivada por grandes radialistas como Adelzon Alves, Rubem Confeti, Arlênio Lívio, Hilton Abi-hian, Reginaldo Terto entre outros.
Iniciou a carreira internacional aos 15 anos de idade, fazendo turnês em países como Itália, Espanha, França, Suíça, Holanda, Estados Unidos, Japão, Argentina, China e Austrália.
Em 2002, Nilze participou do show “O Samba é a Minha Nobreza”, de Hermínio Bello de Carvalho, e “Lembranças Cariocas”, de Lefê Almeida. Ainda lançou o CD (cantado) “Estava Faltando Você”, pela gravadora Fina Flor, com o qual foi indicada ao Prêmio TIM para melhor cantora de samba.
Nos últimos anos, Nilze participou do DVD Samba Social Club 2, do DVD Gafieira, de Zeca Pagodinho, gravou o samba “Acreditar” ao lado de D.Ivone Lara para o CD e DVD Cidade do Samba e também gravou participação especial no CD “Palavras de Guerra” da cantora Olívia Hime. Fez diversos shows pelo Brasil, Costa Rica, Equador e Europa. Também dividiu o palco com o pianista e arranjador Cristóvão Bastos num show em homenagem a Ataulfo Alves, e participou do Prêmio da Música Brasileira 2010. Lançou também o CD "O que é meu", pela gravadora Biscoito Fino.
Nilze já cantou e tocou ao lado de grandes nomes da música popular brasileira e internacional, como Dona Ivone Lara, Nei Lopes, Zeca Pagodinho, Wilson Moreira, Moacyr Luz, Zélia Duncan, Jair Rodrigues, Zé da Velha e Silvério Pontes, Mart'nália, Olívia Hime, Cristina Buarque, Monarco,  Nelson Sargento, Áurea Martins, Roberto Silva, Elton Medeiros, Hermínio Bello de Carvalho, Dudu Nobre, Fátima Guedes, Zé Menezes, Roberta Sá, Teresa Cristina, Sadao Watanabe, Stefano Bollani, Nicolas Krassik, Hamilton de Holanda entre outros.
Seu Mais recente trabalho, o CD "VERDE AMARELO NEGRO ANIL" - (RobDigital) foi indicado ao Grammy Latino 2015 na categoria melhor Álbum de Samba.
Além de cantora e instrumentista, Nilze é compositora e bacharel em música pela UNI-RIO, compositora e foi apresentadora do programa Cena Musical, pela TV Brasil.

## Conexões externas
- «Página oficial»
- Canal de Nilze Carvalho no YouTube
- Nilze Carvalho no X
- Nilze Carvalho no Facebook